# 乌沙科夫卡市镇
乌沙科夫卡市镇（俄语：Ушаковское муниципальное образование）是俄罗斯联邦伊尔库茨克州伊尔库茨克区所属的一个市镇。其下辖有个居民点，行政中心为皮沃瓦里哈。据2016年统计，该市镇的人口为7926人。